# Formación Bajo Barreal

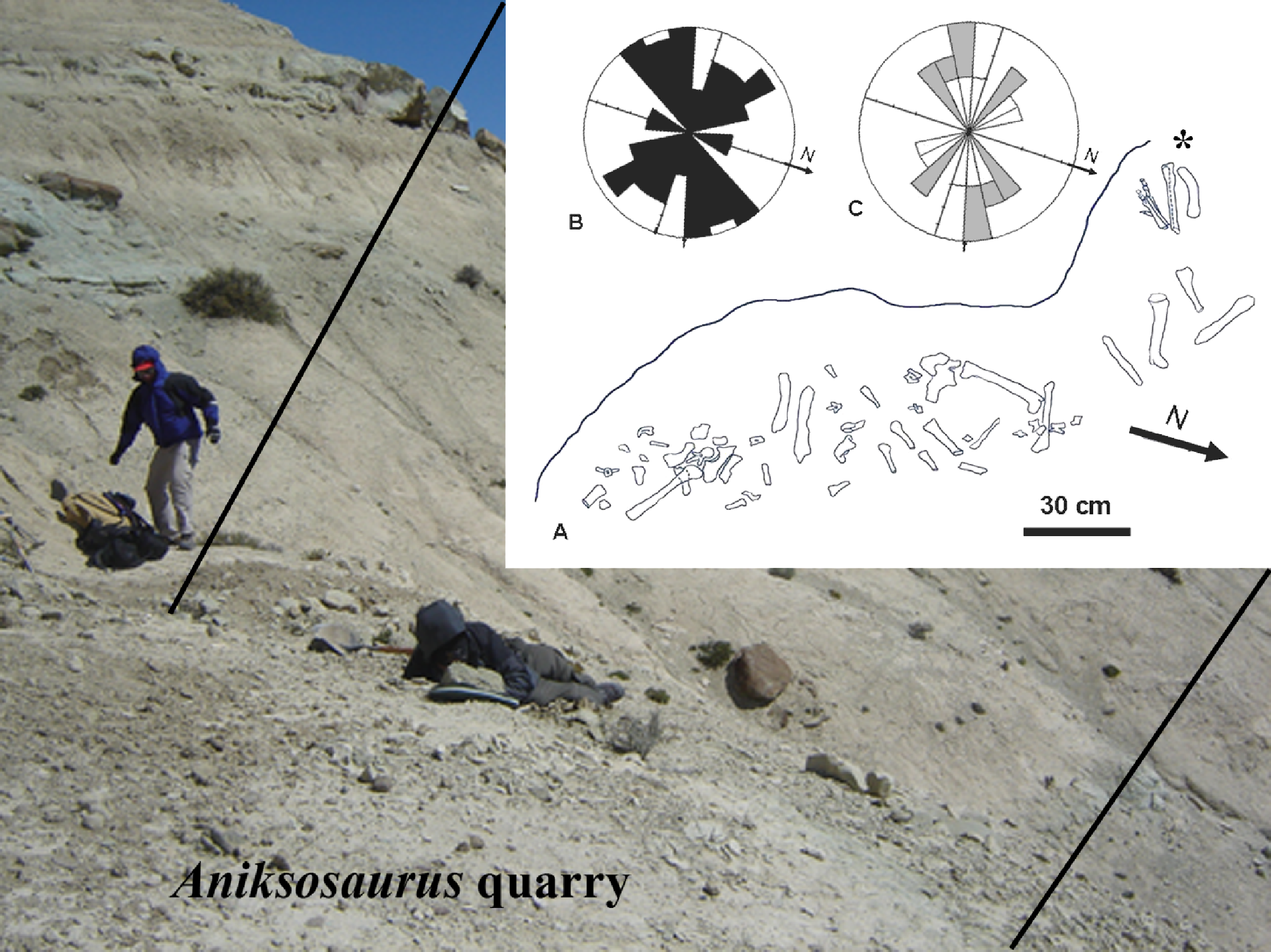
Mapa de cantera en la Formación Bajo Barreal.

La Formación Bajo Barreal es una formación geológica ubicada en la zona norte de la Provincia de Santa Cruz y sur de la del Chubut, en la Patagonia Argentina. La formación se divide en dos miembros: Uno superior que pertenece al Campaniense y Maastrichtiense (aproximadamente 75 a 70 millones de años) e incluye fósiles de cocodrilos y dinosaurios; Otro inferior, más estudiado, pertenece del Cenomaniense al Turoniense (aproximadamente 95 a 89 millones de años) e incluye restos de peces holósteos, tortugas, cocodrilos y dinosaurios. 
Esta unidad tiene una amplia distribución se presenta conformando lomadas redondeadas, en bancos medianos a gruesos, bien estratificados y semicubiertos por derrubios basálticos o por minerales arcillosos hidratables, producidos por meteorización de materiales primariamente piroclásticos. Su espesor es variable, debido a que se trata de unidades continentales que sufren cambios faciales en cortas distancias, desde unos 150 metros al norte de la Laguna Palacios hasta más de 1000 metros en el Codo del Río Senguerr (Sciutto, 1981).
En el sureste del Lago Colhué Huapi aflora el miembro superior de la Fm. Bajo Barreal que es de baja consolidación relativa, y aparece normalmente cubierto por una costra de meteorización arcillosa. El material piroclástico es progresivamente reemplazado por sedimentos cada vez más fangolíticos que corresponden a depósitos fluviales meandrosos. Formación Salamanca (Paleoceno inferior). Esta unidad marina se deposita en discordancia erosiva regional sobre la Formación Bajo Barreal.  

## Litología
La litología corresponde a tobas y chonitas finas de coloración gris blanquecina. También se reconocen gran cantidad de niveles de areniscas gruesas, conglomerados y aglomerados casi siempre con participación piroclástica. Estos conglomerados corresponden a facies psefíticas proximales de un borde de cuenca cercano asociados a bancos tobáceos producidos por lluvia de cenizas. 
El pase de la Formación Castillo a la Formación Bajo Barreal no es fácil de precisar en algunos lugares y en general está dado por la aparición de las tobas finas gris blanquecinas y por el marcado cambio en la dureza de las piroclastitas.

## Fósiles del Miembro Inferior de la Formación Bajo Barreal
- Theropoda
  - Xenotarsosaurus bonapartei
  - Aniksosaurus darwini
  - Megaraptor sp.
  - Dromaeosauridae indet.
  - Carcharodontosauridae indet.

- Sauropoda
  - Epachthosaurus sciuttoi
  - Titanosauriforme basal
  - Materiales de Diplodócidos

- Ornithopoda
  - Notohypsilophodon comodorensis

## Fósiles del Miembro Superior de la Formación Bajo Barreal
- Sauropoda
  - Aeolosaurus colhuehuapensis
  - Antarctosaurus wichmannianus
  - Argyrosaurus superbus
  - Campylodoniscus ameghinoi
  - Laplatasaurus araukanicus
  - Sarmientosaurus musacchioi

- Ornithopoda
  - Secernosaurus koerneri
  - Ornithopoda indet.